# Чеволи (Витербо)
Чеволи је насеље у Италији у округу Витербо, региону Лацио.
Према процени из 2011. у насељу је живело 215 становника. Насеље се налази на надморској висини од 455 м.